# Фредериксен, Клаус Хьорт
Клаус Хьорт Фредериксен (дат. Claus Hjort Frederiksen; род. 4 сентября 1947 года) — датский политик из партии Венстре. Занимал посты министра обороны с 2016 по 2019 год и министра финансов с 2015 по 2016 год, ранее занимал эту должность с 2009 по 2011 год в первом кабинете Лекке Расмуссена. С 2001 по 2009 год министр занятости в первом, втором и третьем кабинетах Андерса Фога Расмуссена.
Член датского парламента Фолькетингета с 2005 до 2022 года. Был одним из главных политиков, стоявших за изменениями стратегии партии Венстре после поражения на всеобщих выборах 1998 года, известных как так называемая доктрина Хьорта.
Окончил юридический факультет Копенгагенского университета со степенью магистра (1972).
В 1973-1977 гг. секретарь парламентской группы партии Венстрё. В 1977-1979 гг. директор департамента в Министерстве сельского хозяйства. В 1979-1983 гг. секретарь Ассоциации промышленных работодателей Дании. В 1983-1985 гг. администратор партии Венстре.
Секретарь партии Венстре в 1985—2001 годах, и как таковой был ближайшим советником Фога Расмуссена в создании политической программы, которая в конечном итоге привела к восхождению Фога Расмуссена на пост премьер-министра.
Впервые был избран в Фолькетинг на выборах 2005 года и затем переизбирался в 2007, 2011, 2015 и 2019 годах.
В 2009 году радиожурналист Йеспер Тайнелл получил премию Кавлинга за серию из 15 радиороликов в программе DR P1 «Ориентирование», демонстрирующих «недемократичные методы министра». Среди обвинений были:
- в качестве министра занятости предоставил парламенту ложную информацию;
- отменил для гастарбайтеров требования  безопасности на опасных работах — тайно и без обсуждения в парламенте;
- Министерство заказало вводящие в заблуждение данные от Arbejdsmarkedsstyrelsen, чтобы обратить общественное мнение в свою пользу;
- в его бытность министром из архива ведомства были удалены компрометирующие документы.

В январе 2022 года обвинён в разглашении государственной тайны (в интервью рассказал журналистам о сотрудничестве Дании с американским агентством национальной безопасности). Обвинения были сняты 1 ноября 2023 года.